# Роза (село)
Вижте пояснителната страница за други значения на Роза.
Роза е село в Югоизточна България. То се намира в община Тунджа, област Ямбол. До 1934 година името на селото е Гюлюмяново, а между 1934 и 1951 – Гюлово.

## История
Селото е основано преди около 2500 години от траките. Античното селище от тракийско и римско време се е намирало на около 500 м от сега съществуващото село. Сведения за селото под името Гюлемен има в турски регистри от 1447 и 1610 година. Легендата разказва за богат турчин, живеещ там, който имал много красива дъщеря на име Гюлмен. Един ден при изгрев слънце той яхнал коня си и тръгнал да обикаля района. Върнал се при залез и дал на обиколения от него район името на дъщеря си. Оттам дошло името Гюлюмхане, Гюлемхане или Гюлова. Друга легенда разказва, че името идва от придворния доганджия Гюлмен.
През 1829 – 1830 г. населението се изселва с войските на Дибич Забалкански в Бесарабия. Там има цели родове от Роза, които и до днес отлично знаят своите корени и са запазили автентичния български език. През 1884 г. идват заселници от Старозагорско и Новозагорско.
При избухването на Балканската война един човек от Гюлюмяново е доброволец в Македоно-одринското опълчение.
През 1957 г. в село Роза е намерено сребърно съкровище – 36 бг. монети от 4 век Пр. Хр., предадени на Историческия музей в гр. Ямбол от Продан Петров Юнаков.

## Обществени институции
- Училище „Св. Паисий Хилендарски“ е основано през 1878 г. с пръв учител Димитър Дечев. През 1920 г. се построява първият етаж на сградата, а през 1937 г. – вторият етаж. Мястото за построяване е дарено от Генчо Пеев Чамов. Днес броят на учениците е около 70.
- Читалище „Светлина“ е построено през 1929 г. Разполага с голяма библиотека. Към него са сформирани група на художниците и група за автентичен фолклор „Розенски гласове“. От неговата сцена излизат много професионалисти в областта на изкуството и културата. Една от тях е народната певица Бинка Добрева, нейният път следват седем деца. Иконите на зографа Михаил Колев се намират на четирите континента.
- Църква: православен храм „Св. Петка“.
- Сдружение "Роза-2022" е създадено през октомври 2022 година. Дейността му се изразява в организиране на множество мероприятия в селото като детски празници, спортни прояви, летни кина, летни дискотеки и други. Едно от най-големите събития, които то организира е Благотворителен концерт и базар "Заедно за Ирен" през юни 2023 година, на което само за няколко часа успя да събере сумата от над 7000 лева в помощ на малката Ирен. Друго голямо събитие е традиционния Коледен концерт и базар "За една по-светла Коледа", което обхваща в себе си всеотдайността на цялото село. Правят се различни лакомства, питиета, вкусна скара, коледни сувенири и други, като те отново се продават благотворително. Успоредно с базара се организира и концертна част, а участие в нея взимат местни самодейни групи, както и изпълнители от цялата страна. В рамките на три години, от както се провежда събитието, са събрани над 12 000 лева, които са върнати обратно в село Роза под формата на неговото облагородяване.

## Културни и природни забележителности
Църквата в Роза – „Света Петка“ е построена в края на 19 век, а царските икони са рисувани в 1892 – 1893 г. Благодарение на грижите и даренията на местното население и добрата работа на църковното настоятелство църквата е добре запазена и много посещавана.

## Личности
Родени в Роза
- Бинка Добрева, народна певица
- Иван Василев Михалев, европейски шампион по борба